# Solrad 1
Solrad 1 (ang. Solar Radiation 1 – „promieniowanie słoneczne”) – pierwszy amerykański satelita wywiadu elektronicznego. Pozostawał utajniony do czerwca 1998.

## Opis misji

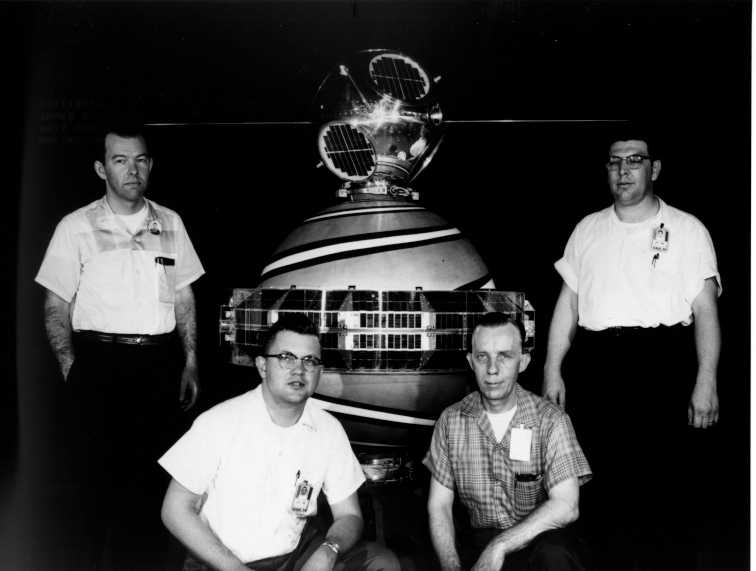
Solrad 1 na szczycie satelity Transit 2A

Prace nad GRAB toczyły się w czasie pierwszych udanych lotów satelitów Vanguard. W tym czasie laboratoria badawcze Marynarki Wojennej USA poszukiwały zastosowania militarnego dla satelitów typu Vanguard. Przypadkowo, Reid Meyo, pracownik Naval Research Laboratory, opracowywał w tym czasie antenę peryskopową zwiadu elektronicznego dla okrętów podwodnych. Pewnego wieczora, siedzącemu w hotelowej restauracji Reidowi, przyszedł do głowy banalny pomysł: by umieścić ową antenę na pokładzie satelity typu Vanguard. Pierwotne obliczenia inżynieryjne Reid wykonał na obrusie stołu przy którym siedział.
Odbiorniki satelitów GRAB miały zbierać dane o parametrach pracy radzieckich radarów obrony powietrznej i antybalistycznej. Satelity GRAB nie były wystrzeliwane samodzielnie, lecz jako ładunki dodatkowe wraz z innymi satelitami. Pozyskane dane były przekazywane przez NRL, do Dowództwa Strategicznego Sił Powietrznych i do Narodowej Agencji Bezpieczeństwa NSA, co może wskazywać, że przechwytywano również radzieckie meldunki radiowe.

## Nazewnictwo

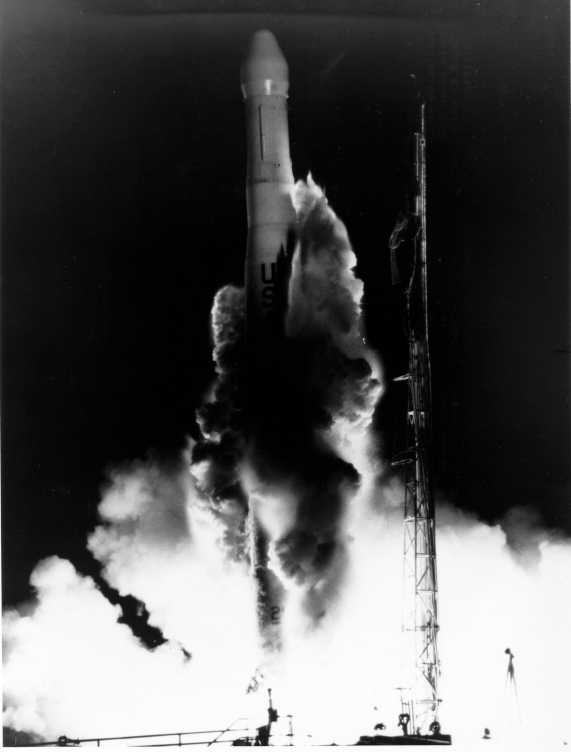
Start rakiety Thor Able Star z satelitą Transit 2A i GRAB 1

Satelita ten, jak i cały program badawczy z nim związany, miał wiele nazw, które miały zataić prawdziwe przeznaczenie statku. Pierwotnie nazwany był Plotkarzem (ang. Tattletale), a później GRAB (grabić, porywać, w tym wypadku informacje). By przeznaczenie satelity nie było jasne dla Związek Socjalistycznych Republik Radzieckich, projekt nazwano GREB (słowo pozbawione znaczenia w języku angielskim) i wymyślono dla tego skrótu odpowiednie rozwinięcie: Galactic Radiation Experimental Background (eksperyment tła promieniowania galaktycznego). By jeszcze bardziej zaciemnić przeznaczenie satelitów serii GRAB, wysyłano je pod nazwą Solrad (z numerami od 1 do 7). Miało to wskazywać, że będą one prowadzić obserwacje Słońca.